# Phebellia carceliaeformis
Phebellia carceliaeformis là một loài ruồi trong họ Tachinidae.